# Viðoy
Viðoy (dánul: Viderø) Feröer legészakibb szigete. Nevének jelentése Fa-sziget, amelyet az egyik öbölben nagyobb mennyiségben megtalálható uszadékfáról kapott. Ez korábban fontos építőanyag volt a fátlan szigetcsoporton.

## Földrajz

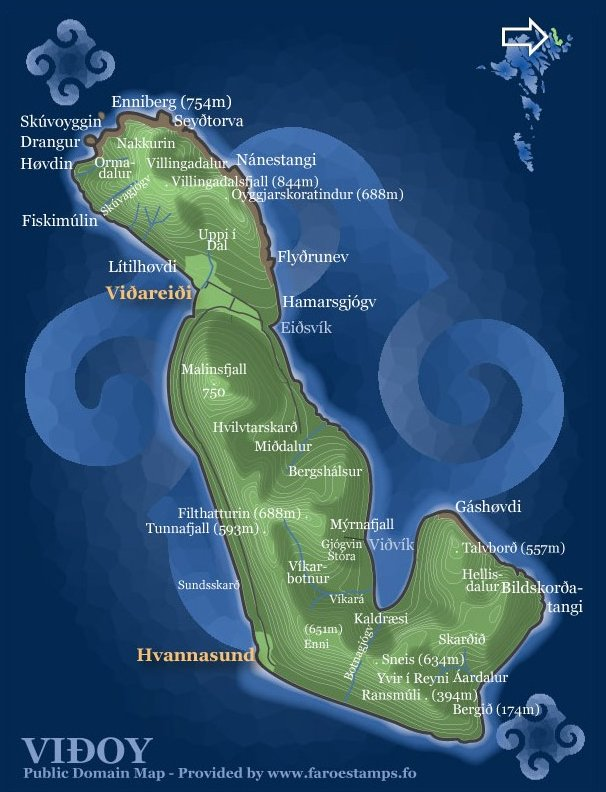
Viðoy térképe

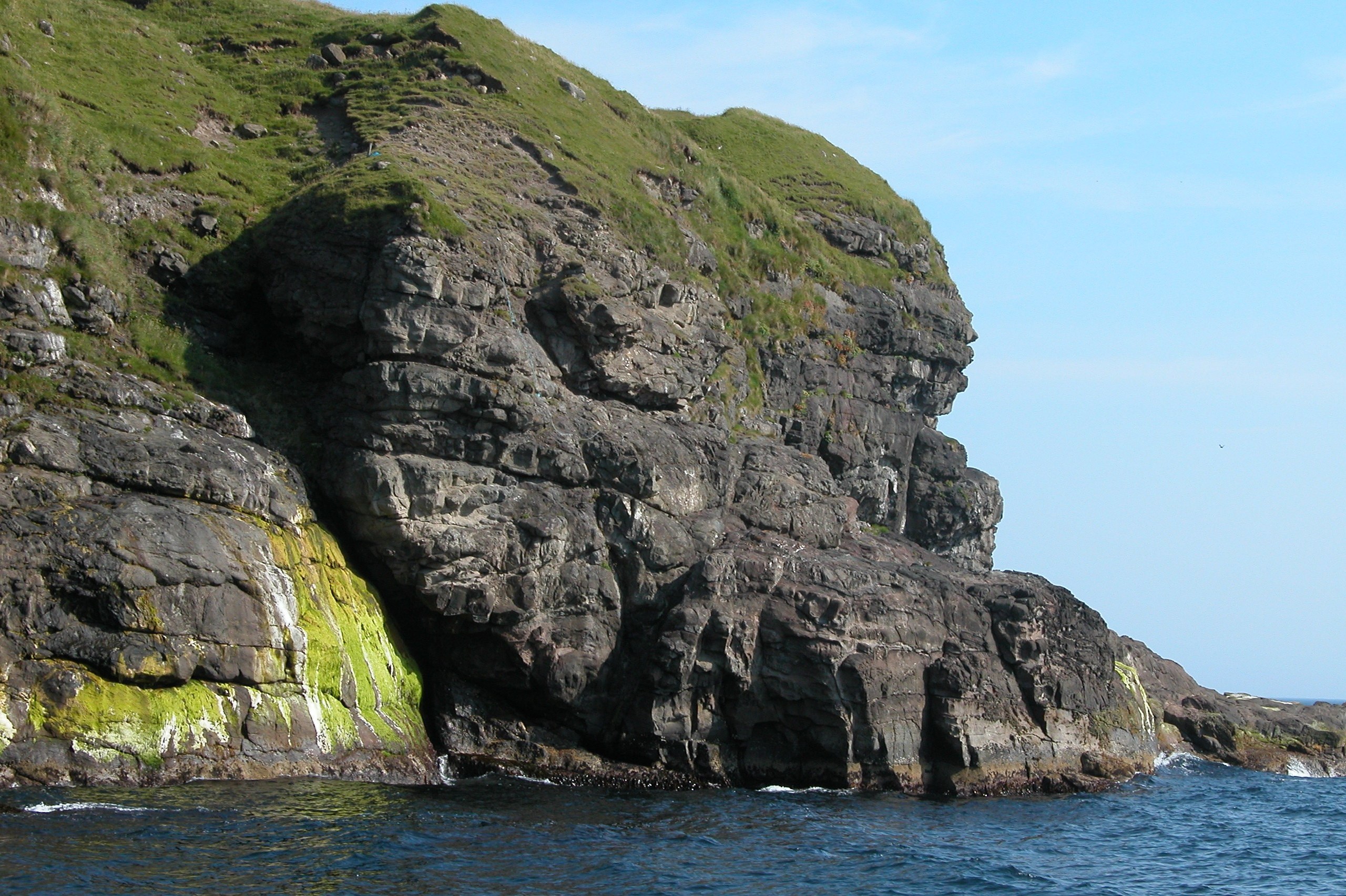
Tengerpart Viðareiði közelében

40,67 km²-es területével a hetedik legnagyobb sziget Feröeren. A Norðoyar régióhoz tartozik. Legmagasabb pontja a Villingadalsfjall, amely 841 m-ével a harmadik legmagasabb az egész szigetcsoporton. Az Enniberg-fok – amely Feröer legészakibb pontja – 750 m-es magasságával a legmagasabb tengerparti sziklafal Európában.

### Élővilág
A sziget madárvilága nemzetközi jelentőségű. A fészkelőhelyek főként a sziget északi és keleti partjain találhatók. Évente mintegy 50 000 pár tengeri madár költ ezeken a területeken. A legjelentősebb fajok a lunda (25 000 pár), a háromujjú csüllő (5300 pár), a lumma (6700 egyed), az európai viharfecske (500 pár) és a fekete lumma (200 pár).
A szigeten jelen lévő vándorpatkány-állomány veszélyt jelent a fészkelő madarakra.

## Népesség
A szigeten két település található: Viðareiði északkeleten és Hvannasund délkeleten.
| Év              | Lakosság |
| --------------- | -------- |
| 1986. január 1. | 518      |
| 1991. január 1. | 580      |
| 1996. január 1. | 578      |
| 2001. január 1. | 596      |
| 2006. január 1. | 616      |

## Közlekedés
A két települést a nyugati parton futó út köti össze. Borðoy egy töltésen át közúton megközelíthető, amelyen Klaksvíkból busz is közlekedik. Hvannasundból komp közlekedik Svínoyra és Fugloyra.